# بيدرو أباركا
بيدرو أباركا (بالإسبانية: Pedro Abarca)‏ هو عالم عقيدة ومؤرخ إسباني، ولد في 16 يوليو 1619 في خاجا في إسبانيا، وتوفي في 23 أغسطس 1697 في بالنثيا في إسبانيا.